# Le Coudray-Montceaux
Le Coudray-Montceaux és un municipi francès, situat al departament de l'Essonne i a la regió d'Illa de França. L'any 2007 tenia 4.250 habitants.
Forma part del cantó de Mennecy, del districte d'Évry i de la Comunitat d'aglomeració Grand Paris Sud Seine-Essonne-Sénart.

## Demografia

### Població
El 2007 la població de fet de Le Coudray-Montceaux era de 4.250 persones. Hi havia 1.661 famílies, de les quals 476 eren unipersonals (192 homes vivint sols i 284 dones vivint soles), 445 parelles sense fills, 602 parelles amb fills i 138 famílies monoparentals amb fills.
La població ha evolucionat segons el següent gràfic:
Habitants censats

### Habitatges
El 2007 hi havia 1.839 habitatges, 1.686 eren l'habitatge principal de la família, 63 eren segones residències i 90 estaven desocupats. 987 eren cases i 830 eren apartaments. Dels 1.686 habitatges principals, 1.093 estaven ocupats pels seus propietaris, 554 estaven llogats i ocupats pels llogaters i 39 estaven cedits a títol gratuït; 82 tenien una cambra, 236 en tenien dues, 308 en tenien tres, 413 en tenien quatre i 647 en tenien cinc o més. 1.445 habitatges disposaven pel capbaix d'una plaça de pàrquing. A 853 habitatges hi havia un automòbil i a 707 n'hi havia dos o més.

### Piràmide de població
La piràmide de població per edats i sexe el 2009 era:
| Homes | Edats   | Dones |
| ----- | ------- | ----- |
| 0     | 95 o +  | 0     |
| 0     | 90 a 94 | 12    |
| 12    | 85 a 89 | 12    |
| 4     | 80 a 84 | 20    |
| 20    | 75 a 79 | 32    |
| 44    | 70 a 74 | 36    |
| 40    | 65 a 69 | 64    |
| 60    | 60 a 64 | 40    |
| 100   | 55 a 59 | 80    |
| 108   | 50 a 54 | 128   |
| 92    | 45 a 49 | 120   |
| 108   | 40 a 44 | 128   |
| 128   | 35 a 39 | 108   |
| 112   | 30 a 34 | 92    |
| 140   | 25 a 29 | 136   |
| 80    | 20 a 24 | 84    |
| 84    | 15 a 19 | 84    |
| 96    | 10 a 14 | 88    |
| 96    | 5 a 9   | 100   |
| 76    | 0 a 4   | 48    |

## Economia
El 2007 la població en edat de treballar era de 2.835 persones, 2.250 eren actives i 585 eren inactives. De les 2.250 persones actives 2.116 estaven ocupades (1.089 homes i 1.027 dones) i 134 estaven aturades (56 homes i 78 dones). De les 585 persones inactives 187 estaven jubilades, 254 estaven estudiant i 144 estaven classificades com a «altres inactius».

### Ingressos
El 2009 a Le Coudray-Montceaux hi havia 1.782 unitats fiscals que integraven 4.606 persones, la mediana anual d'ingressos fiscals per persona era de 22.735 €.

### Activitats econòmiques
Dels 163 establiments que hi havia el 2007, 2 eren d'empreses extractives, 3 d'empreses alimentàries, 1 d'una empresa de fabricació de material elèctric, 8 d'empreses de fabricació d'altres productes industrials, 18 d'empreses de construcció, 33 d'empreses de comerç i reparació d'automòbils, 8 d'empreses de transport, 9 d'empreses d'hostatgeria i restauració, 9 d'empreses d'informació i comunicació, 8 d'empreses financeres, 9 d'empreses immobiliàries, 26 d'empreses de serveis, 15 d'entitats de l'administració pública i 14 d'empreses classificades com a «altres activitats de serveis».
Dels 35 establiments de servei als particulars que hi havia el 2009, 1 era una oficina de correu, 2 oficines bancàries, 2 tallers de reparació d'automòbils i de material agrícola, 1 autoescola, 1 paleta, 5 guixaires pintors, 4 fusteries, 3 lampisteries, 1 electricista, 2 empreses de construcció, 3 perruqueries, 7 restaurants, 2 agències immobiliàries i 1 saló de bellesa.
Dels 12 establiments comercials que hi havia el 2009, 1 era un hipermercat, 1 una botiga de més de 120 m², 3 fleques, 2 carnisseries, 1 una peixateria, 2 botigues d'electrodomèstics, 1 una botiga d'electrodomèstics i 1 una joieria.

## Equipaments sanitaris i escolars
L'únic equipament sanitari que hi havia el 2009 era una farmàcia.
El 2009 hi havia 1 escola maternal i 1 escola elemental.

## Poblacions més properes
El següent diagrama mostra les poblacions més properes.